# 无麸质饮食

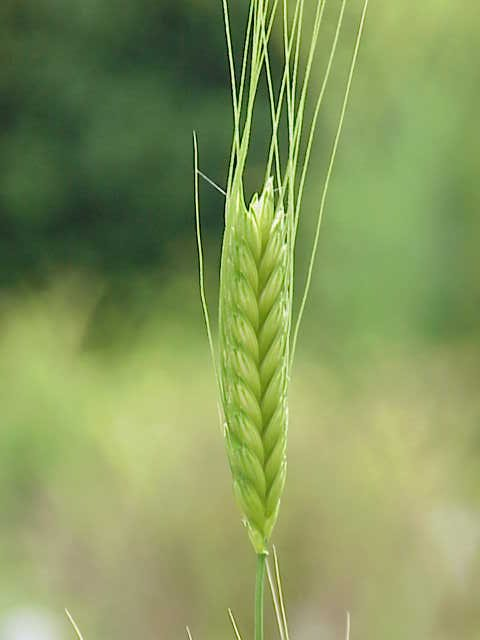
小麦

无麸质饮食（英語：Gluten-free diet，缩写）是指沒有麸质的飲食方式。麸质是一種在小麦、大麦及裸麥中含有的蛋白質成份，這些物類及其雜交種（如斯佩耳特小麦、卡姆麥及小黑麦）也都算在內。但无麸质饮食是否要將燕麦列入，此部份仍有爭議，燕麦中的燕麦蛋白（Avenin）對乳糜瀉患者是有毒的，毒性視栽培品种而定。此外，燕麥也常會被含麩質的穀物交叉污染。也有健康民眾進行無麩質飲食，用以避免攝取基因改造的小麥，但不攝取基因改造的小麥有益處此一論點目前沒有科學證據。

## 概論
麸质造成的健康問題為麩質相關疾病，包括了乳糜瀉、非乳糜泻麸质敏感、麸質失調、疱疹樣皮炎及小麥過敏。若有這些疾病，改用无麸质饮食是醫師建議且有效的治療方式。，不過在部份案例中，无麸质饮食可以改善一些疾病的消化道症狀或是整體症狀，這些疾病包括大腸激躁症、類風濕性關節炎、多发性硬化症或HIV腸病等。
麸质蛋白質的營養成份及生物學價值較低，而含有麸质的穀類也不是人類飲食中所必需的。不過若食物攝取不均衡，或是不正確的選用无麸质替代饮食，可能會造成營養不良。營養方面的問題可以透過正確的飲食教育預防。
无麸质饮食應該主要以天然的无麸质食物為基礎，而且在微量元素及營養素之間有好的平衡。肉類、魚類、蛋、豆類、堅果、馬鈴薯、米及玉米都很合適，若使用商業販售的无麸质替代饮食，建議選用富有維生素及礦物質的饮食。此外像藜、莧和蕎麥等準穀物及其他雜糧也是很好的代替品。

## 提供
虽然无麸质饮食法2010年代在欧美掀起新风潮，乃至美国食品药品监督管理局（FDA）自2014年针对无麸质食品颁布新标准，一些连锁餐厅也开始为顾客提供无麸质菜肴，但是有不少餐厅表示，无法保证和承诺这些餐点完全不含麸质；一些顾客抱怨称餐点含有麸质，并表示食用后肠胃不适。根据统计，全美国约有两三百万民眾患有乳糜泻消化性疾病，他们食用麸质后会出现肠胃不适。另根据全美乳糜泻觉醒基金会（National Foundation for Celiac Awareness）估计，还有1800万美国人对麦麸过敏，他们声称食用麸质食品后会发生腹泻、贫血及其他类似乳糜泻疾病的症状。2013年市场调查机构NPD Group的一份报告显示，近3成美国民眾表示会避开含麸质的食品，高于3年前的25.5%。
很多航空公司为旅客提供特殊航空餐食选项，其中也包含无麸质餐（缩写GFML；也称无麦麸餐、无面筋餐）的预定，旅客一般需在航班起飞的24小时之前告知航空公司。

## 參看
- 地中海飲食 - 以不飽和脂肪酸與纖維的高量為重點之飲食法，穀物類略少，肉類脂肪尤其紅肉類大幅壓低。
- 植物性飲食 - 只吃素食的飲食方式
- 生酮飲食 - 以脂肪和油類當主食取代醣類，用以治療特定疾病，亦有研究其養生功能但有許多爭議。